# Julia Lanz
Julia Lanz (* 23. Oktober 1843 als Julia Faul in Mannheim; † 17. Dezember 1926 ebenda) war Mäzenin, Funktionärin des Badischen Frauenvereins und Stifterin von Hilfseinrichtungen. 1910 erhielt sie als erste Frau das Ehrenbürgerrecht der Stadt Mannheim.

## Leben
Julia Lanz war Mannheimerin. Am 23. Oktober 1843 in der Stadt am Rhein und Neckar geboren, ehelichte sie 1865 den Gründer und Besitzer der gleichnamigen Landmaschinenfabrik Heinrich Lanz. Die Unternehmergattin und Mutter von vier Kindern engagierte sich für wohltätige Zwecke, sei dies für arbeitslose Frauen, für die Förderung des Gesundheitswesens oder der Frauenheilkunde.
Bereits mit 17 Jahren war sie in den Badischen Frauenverein eingetreten, 1883 wurde sie in den Vorstand berufen und später zur Präsidentin des Mannheimer Zweiges ernannt worden. Julia Lanz war auch im Vorstand des 1887 gegründeten Frauenvereines zur Unterhaltung des Wöchnerinnenasyls, dem Luisenheim. 1899 begründete das Ehepaar die bis heute bestehende Heinrich-und-Julia-Lanz-Stiftung zur Gesundheitsförderung.
1905 starb ihr Ehemann und alleiniger Leiter des Firmenimperiums, der von Zeitgenossen als König von Mannheim benannt worden war. Gemeinsam mit ihren Kindern übernahm die Witwe die Firmenverantwortung und führte das karitative Stiftungswerk fort, erweiterte es durch Geldzuwendungen an das Nationaltheater und spendete 1910 eine Million DM für die städtische Handelshochschule, der heutigen Universität Mannheim. Im Alter von dreiundachtzig Jahren verstarb Julia Lanz am 17. Dezember 1926.
Das Diakonissenkrankenhaus Mannheim trägt ihren Namen.

## Ehrungen
- 1910 Ehrenbürgerwürde der Stadt Mannheim[1]
- 1919 Ehrenmitgliedschaft in der Heidelberger Akademie der Wissenschaften